# Jérôme Lulling
Pour les articles homonymes, voir Lulling.
Jérôme Lulling, né à Esch-sur-Alzette au Luxembourg, est un linguiste luxembourgeois. Il est docteur de l'université Montpellier III dans la spécialité suivante : Études germaniques et scandinaves : Option linguistique.

## Biographie
Après sa scolarité à Belvaux et au lycée Hubert Clement d'Esch, il s'inscrit en études germaniques à l'université Paul-Valéry Montpellier III. Durant sa thèse de doctorat sur la créativité lexicale (néologie) en luxembourgeois (1998-2002) il développe le premier correcteur informatique appliqué à la langue luxembourgeoise, sa langue maternelle. Le développement de cet outil a constitué une étape fondatrice dans l'informatisation du luxembourgeois.
Jérôme Lulling est enseignant de luxembourgeois à l'université de Trèves (de 2000 à 2006) et à l'université de Namur (de 2004 à 2014). Il donne également des cours pour la ville de Luxembourg (depuis 2006). 
Il a été membre du Comité d'experts de la Charte européenne des langues régionales ou minoritaires au titre du Luxembourg au Conseil de l'Europe (2005-2011). 

## Travaux
- Verbentabellen op Lëtzebuergesch ; tableaux de conjugaison des verbes luxembourgeois, Éditions Delarosa, 2014
- Apprendre l'allemand : deutsch lernen, Éditions Delarosa, 2014 (avec fichiers audio via amazon mp3, itunes, google play store
- Auteur du LuxDVD, premier DVD pour apprendre le luxembourgeois, Éditions Schortgen, 2010
- Auteur d'une thèse de doctorat sur la « créativité lexicale dans la langue luxembourgeoise » de l'université Paul Valéry Montpellier III (1998-2002)
- Auteur de la banque de données lexicales pour le premier correcteur informatique du luxembourgeois (Projet Cortina 2000-2002)
- Coauteur du dictionnaire Luxdico.com (2003) publié aux Éditions Schortgen, en coédition avec la PUN (2004, 2005)
- Auteur de bon nombre d'articles sur l'informatisation du luxembourgeois.
- Traducteur de la bande dessinée Eaux blessées / Dréift Waasser (Parlement européen, 2004)
- Auteur du premier jeu vidéo luxembourgeois Comboling (2002-2005) et Comboflame (app iphone)